# گروزناتووتسی
گروزناتووتسی (به صربی: Groznatovci) یک منطقهٔ مسکونی در صربستان است که در سوردولیکا واقع شده‌است. گروزناتووتسی ۴۰ نفر جمعیت دارد.